# Yang Yong-eun
Yang Yong-eun (Coreia do Sul, 15 de Janeiro de 1972), ou Y. E. Yang, é um jogador de golfe professional sul-coreano. Depois de vencer o Open da Coreia do Sul em 2006 foi a grande revelação do PGA Championship de Golfe de 2009, vencendo a 91.ª edição deste Torneio do Grand Slam de Golfe ao bater o norte-americano Tiger Woods por 3 tacadas de diferença. Yang Yong-eun foi o primeiro asiático a ganhar um Torneio Major de Golfe.